# Готель «Лондонський» (Миколаїв)
Готе́ль «Ло́ндонський» (іноді також Готе́ль Йо́сипа Ба́рбе) — колишній готель в Миколаєві, що існував протягом XIX—XX століть. В часи свого існування вважався найбільшим і найпрестижнішим готельним закладом міста.
В період національно-визвольних змагань відігравав функцію штабу і квартирування австро-німецьких військ, коли після окупації Миколаєва більшовиками був переобладнаний під солдатський клуб, занедбаний і спалений під час відходу радянських військ в ході німецько-радянської війни. Остаточно зруйнований після відступу німецьких військ у 1944 році.

## Історія
Двоповерхову будівлю готелю в стилі класичного модерну на розі Соборної і Спаської вулиць було споруджено в кінці XIX століття для готельного комплексу Арона Яковича Клеймана. Перша згадка в міській пресі про готель, споруджений за проєктом невідомого архітектора, датується 1899 роком. За короткий термін, розташований на центральній вулиці і в умовах невеликої конкуренції, «Лондонський» встиг отримати статус кращого в місті. Заклад мав 60 номерів, ресторан з окремими кабінетами і літній сад. Ціна за проживання на добу варіювалася від 1 рубля до 6 рублів 50 копійок. 
Згодом готель був проданий Йосипу Семеновичу Барбе — миколаївському купцю і підприємцю австрійського походження. Тривалий час «Лондонський» утримував статус найбільшого готелю в дореволюційному Миколаєві. В документі «Розкладка трактирного в дохід міського збору» за 1904 рік вказувалося, що щорічно готель сплачував в міську казну близько 1300 рублів податків.
Після Жовтневого перевороту «Лондонський» втратив свій статус. Під час національно-визвольних змагань в готелі, наряду з готелем «Петроградський» і будинком Менкіні, розміщувалися німецькі офіцери союзних військ Української Народної Республіки. В ньому ж у березні 1918 року було облаштовано штаб австро-німецьких військ, закритий вже за три дні під час Березневого повстання.
Після окупації міста більшовиками будівля готелю була переобладнана під солдатський клуб. Усі прикраси й решта елементів розкоші були визнані міщанськими і частково знищені. За спогадами чекіста і письменника Марка Спектора, описаними в книзі «Глухий фармацевт», у 1920 році «Лондонський» виглядав абсолютно занедбаним. Автор описує один з номерів, в якому на колись коштовному паркеті цвяхами був прибитий лист заліза і встановлена буржуйка, яку розпалювали меблями з червоного дерева.
Будівля готелю простояла до початку нацистської окупації Миколаєва у 1941 році. Спочатку колишній готель був спалений відступаючими радянськими військами, а згодом був остаточно зруйнований під час відходу вже німецьких військ. Після війни на місці закладу звели п'ятиповерховий житловий будинок.